# Amphimetra
Famille
Amphimetra est un genre de crinoïdes de la famille des Himerometridae.

## Description et caractéristiques
Ce sont des comatules himérométridées pourvues de dix bras (rarement plus). Elles sont caractérisées par des pinnules proximales élargies, plus robustes et légèrement plus longues que les suivantes, mais pas excessivement distinctes. Les segments proximaux sont légèrement carénés, et les distaux lisses ou couverts de fines épines. Les segments brachiaux médians et distaux sont très courts, avec des extrémités parallèles ou subparallèles. Les cirrhes sont de longueur modérée, avec des segments souvent plus larges que longs. Les segments cirraux distaux portent des épines ou des tubercules visibles.

## Liste des genres
Selon World Register of Marine Species (30 mars 2015) :
- Amphimetra ensifer (AH Clark, 1909)
- Amphimetra ensiformis AH Clark, 1909
- Amphimetra laevipinna (Carpenter, 1882)
- Amphimetra molleri (AH Clark, 1908)
- Amphimetra pinniformis (Carpenter, 1881)
- Amphimetra spectabilis AH Clark, 1918
- Amphimetra tessellata (Müller, 1841)

Amphimetra ensifer